# Santuario della Beata Vergine del Covolo
Il santuario della Beata Vergine del Covolo è un edificio religioso cattolico sito a Crespano del Grappa, frazione di Pieve del Grappa in provincia di Treviso.
Il tempio (dichiarato santuario nel 1916) è compreso nel territorio della parrocchia e del vicariato di Crespano, a sua volta dipendente dalla diocesi di Padova. È tuttavia autonomamente gestito da un proprio rettore, affiancato dalle suore serve di Maria Addolorata di Chioggia che vivono in un'adiacente casa di spiritualità.

## Storia

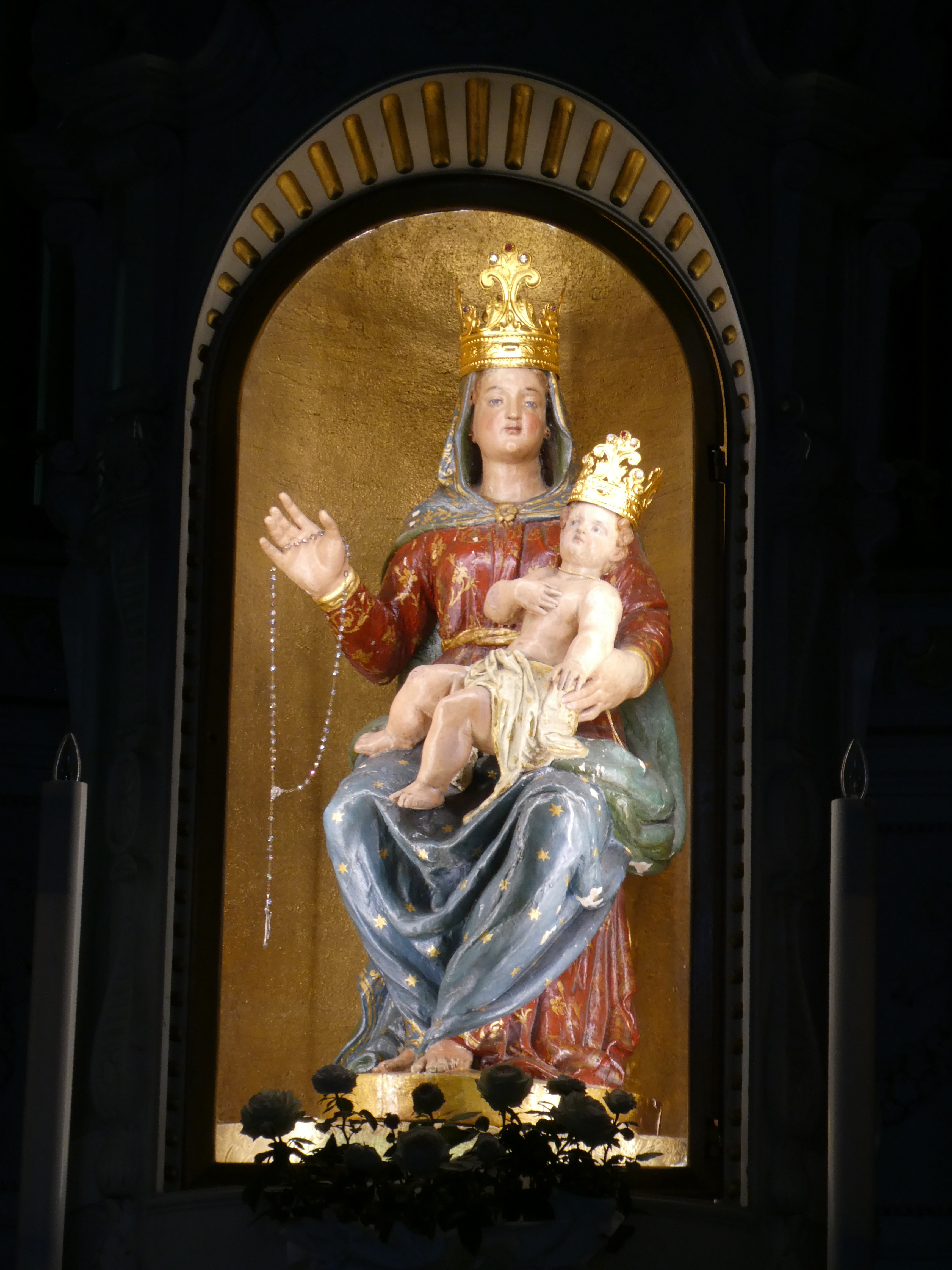
Statua della Madonna con Bambino nell'altare maggiore

Secondo la tradizione, la chiesa affonda le sue origini nel XII secolo quando a una pastorella sordomuta, rifugiatasi in una vicina grotta (covolo nel dialetto del posto) per ripararsi da un temporale, apparve la Madonna e fu da questa miracolosamente guarita.
In realtà il santuario potrebbe avere origini molto più antiche, addirittura precedenti all'era cristiana se non paleovenete. Il luogo, infatti, si prestava particolarmente al culto delle divinità della Terra grazie alla presenza di un bosco, della fonte dei Tre Busi ritenuta salutifera e di una grotta detta "delle Guane", il cui nome rimanda a delle creature leggendarie del folklore locale (sostanzialmente delle ninfe fluviali). Lo stesso covolo (oggi in parte demolito e murato per ampliare la chiesa) potrebbe aver favorito la frequentazione umana come luogo di riparo.
Leggende e speculazioni storiche a parte, la documentazione relativa alla Madonna del Covolo è abbastanza tarda e si può ipotizzare che in origine il luogo di culto fosse rappresentato da un'edicola o da un sacello. Nel 1321 viene citato per la prima volta il titolo di Santa Maria del Covolo riferito non a un edificio, ma a un altare della chiesa crespanese di San Marco. Solo nel 1338 si parla di una chiesa, tuttavia non è possibile determinare di quale entità.
Sul finire del Quattrocento compaiono sempre più di frequente i riferimenti a una Confraternita della Madonna del Covolo, la quale si occupò della gestione della chiesa e del mantenimento di un cappellano.
La chiesetta subì degli ampliamenti nel 1541 e nel 1605, ma assunse le forme attuali tra il 1804 e il 1809 su progetto del celebre Antonio Canova. Figlio di una crespanese, l'architetto fu anche membro della Confraternita della Madonna del Covolo sin dal 1799. I lavori furono diretti da suo cugino Giovanni Battista Zardo detto "Fantolin".
Nel 1845 un masso staccatosi dalla soprastante punta Frontale rovinò sulla chiesa, sventrando il presbiterio e la sagrestia. Fu ritenuto miracoloso il fatto che la statua della Madonna, tuttora esposta presso l'altare maggiore, venne recuperata intatta a fondovalle.
All'inizio del Novecento il santuario subì alcuni importanti interventi rivolti principalmente agli ornamenti interni. Gli ultimi restauri sono del 1987 e del 2012.

## Edificio

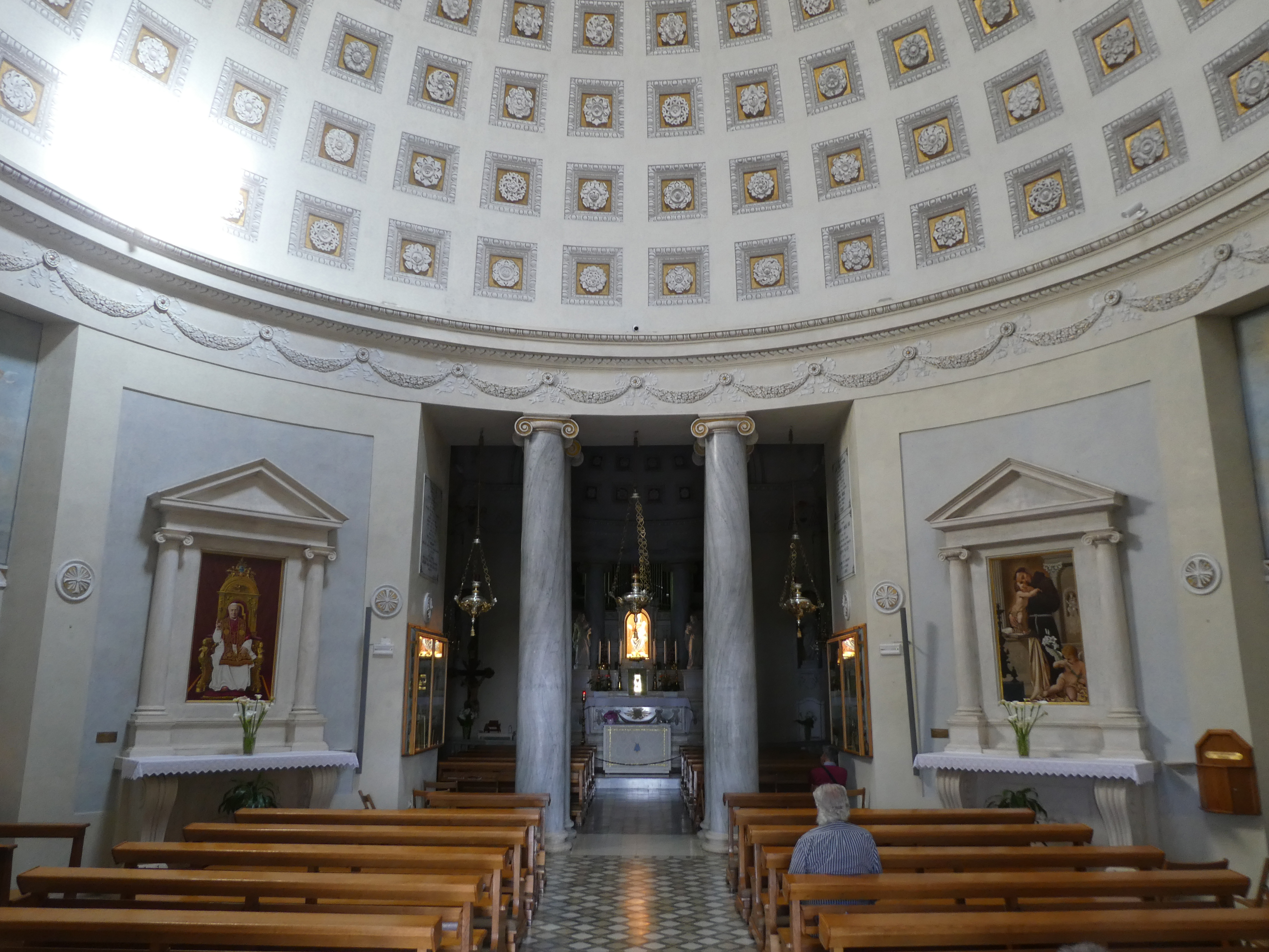
Interno

Canova sperimentò qui per la prima volta le linee del Pantheon, realizzando un edificio neoclassico con pianta circolare e pronao con timpano triangolare e colonne ioniche. Il santuario, quindi, può essere visto come una "prova generale" per il successivo Tempio di Possagno.
Canova realizzò la rotonda di fronte senza demolire la precedente chiesetta, che sussiste ancora dietro l'abside incastonata nella roccia.
Gli affreschi degli interni sono principalmente opere novecentesche di don Delmetrio Alpago.
Il campanile fu progettato da Fausto Scudo nel 1937, così come il portale in noce.
La strada che conduce al santuario da Crespano, realizzata nel 1844, è affiancata da quindici capitelli corrispondenti alle stazioni della via Crucis e ai misteri del Rosario; furono costruiti nel 1943.